# Almindelig kamgræs
Almindelig kamgræs (Cynosurus cristatus) er en 20-50 cm høj, tuedannende græsart med ret stive blade og en kompakt stand af småaks. Arten vinder frem som del af de såkaldte "blomsterengblandinger", hvor den er bestanddannende uden at blive dominerende.

## Beskrivelse
Almindelig kamgræs er en tuedannende flerårig urt. Væksten er tueformet med flade, ret stive blade. Blomsterne sidder samlet i endestillede aks på særlige skud. Dér sidder de 2-5 sammen i småaks med meget kort stak. De er ufuldkomne, som det er almindeligt hos græsserne, og det eneste, man ser, er de nøgne, hængende støvdragere. Frøene har kun kort stak.
Rodnettet er dybtgående og meget fint forgrenet. Planten danner ikke udløbere.
Højde x bredde og årlig tilvækst: 0,30 x 0,20 m (30 x 20 cm/år), heri ikke medregnet de blomstrende skud.

## Hjemsted
Arten er hjemmehørende i Danmark, hvor den vokser på tørre enge og overdrev.
På Ørnebjerg nordøst for Tissø, Vestsjælland, findes arten i et fredet overdrev sammen med bl.a. alm. guldstjerne, alm. knopurt, alm. kongepen, alm. kællingetand, blåklokke, dunet vejbred, hulkravet kodriver, hundeviol, hvidkløver, håret star, kantet perikon, knoldet mjødurt, kornet stenbræk, lancetvejbred, lægeærenpris, prikbladet perikon, rødkløver, tjærenellike, tyndakset gøgeurt, vellugtende gulaks og vårvikke

## Anvendelse
Arten anvendes i stigende grad ved anlæggelse af blomsterenge, hvor den ikke bliver dominerende eller besværlig og ukrudtsagtig, sådan som plænegræsserne oftest bliver.
| Portal | Portal:Botanik |

## Note
1. ↑  Hans Guldager Christiansen og Carsten Clausen: Floraen på Ørnebjerg (Webside ikke længere tilgængelig) – en grundig beskrivelse af Ørnebjerg